# Shotzi Blackheart
Ashley Louise Urbanski  (née le 14 mars 1992 dans le Comté de Santa Clara (Californie)) est une catcheuse (lutteuse professionnelle) américaine. Elle à travaillée à la World Wrestling Entertainment, dans la division SmackDown, sous le nom de Shotzi.
Elle commence sa carrière en 2014 dans des petites fédérations de Californie. Par la suite, elle se fait un nom dans des fédérations de catch féminin en remportant une le championnat Phoenix of the Rise de la Rise Wrestling ainsi que le championnat Nova de la Shine Wrestling.
Elle a été championne féminine par équipe de la NXT avec Ember Moon.

## Jeunesse
Ashley Louise Urbanski a été abusée sexuellement par son oncle durant son enfance. Son père l'a aidée à aller mieux. Elle fait partie d'une chorale et fait des comédies musicales. Elle est fan de films d'horreur, elle va d'ailleurs au cours de sa carrière puiser dans ce genre cinématographique des inspirations pour son personnage de catcheuse.

## Carrière de catcheuse

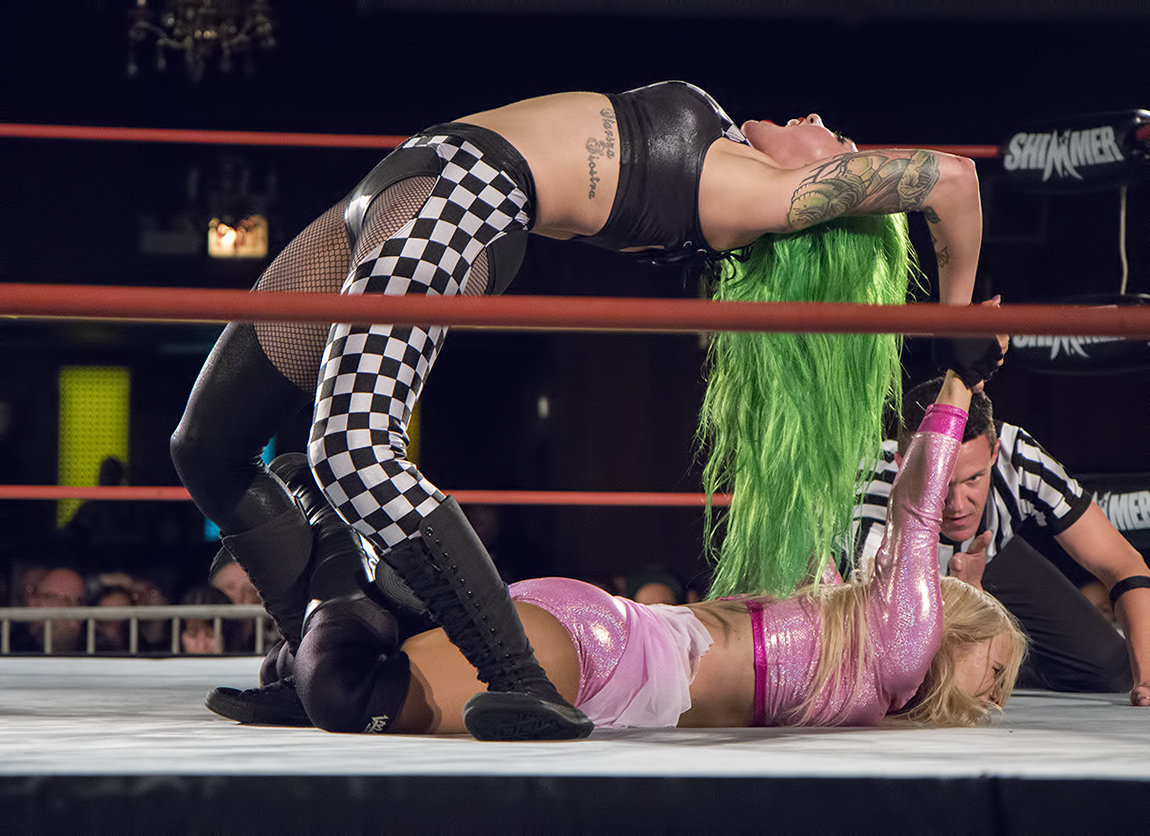
Shazza McKenzie vs Shotzi Blackheart

### Début de carrière (2014-2019)
Ashley Louise Urbanski commence sa carrière en 2014 à la Hoodslam, une petite fédération de catch basée à San Francisco. Elle lutte alors sous le nom de Missy Hyasshit.

### World Wrestling Entertainment (2019-...)

#### NXTet championne par équipe de laNXTavec Ember Moon (2019-2021)
Le 9 octobre 2019, elle signe un contrat avec la WWE. Le 18 décembre à NXT, elle fait ses débuts dans le show jaune en perdant face à Bianca Belair.
Le 7 juin 2020 à NXT TakeOver: In Your House, Mia Yim, Tegan Nox et elle battent Candice LeRae, Dakota Kai et Raquel González dans un 6-Women Tag Team match. Le 6 décembre à NXT TakeOver: WarGames, l'équipe Shotzi (Ember Moon, Io Shirai, Rhea Ripley et elle) perd face à l'équipe Candice (Candice LeRae, Dakota Kai, Raquel González et Toni Storm) dans un Women's WarGames match.
Le 14 février 2021 à NXT TakeOver: Vengeance Day, Ember Moon et elle perdent face à Dakota Kai et Raquel González, en finale du tournoi Dusty Rhodes Tag Team Classic féminin. Le 10 mars à NXT, elles deviennent les nouvelles championnes par équipe de la NXT en prenant leur revanche sur leurs mêmes adversaires, remportant les titres pour la première fois de leurs carrières. 
Le 8 avril à NXT TakeOver: Stand & Deliver, elles conservent leurs titres en battant The Way (Candice LeRae et Indi Hartwell). Le 4 mai à NXT, elles perdent face à ses mêmes adversaires, ne conservant pas leurs titres et mettant fin à un règne de 55 jours.

#### Débuts àSmackDown(2021-...)
Le 9 juillet à SmackDown, Tegan Nox et elle font leurs débuts dans le show bleu en battant Natalya et Tamina. 
Le 29 octobre à SmackDown, elle perd, pour son premier match en solo, face à Charlotte Flair, ne devenant pas aspirante n°1 au titre féminin de SmackDown. Après le combat, Sasha Banks l'aide à se relever, mais elle effectue un Heel Turn en attaquant cette dernière. Le 21 novembre aux Survivor Series, l'équipe SmackDown (Sasha Banks, Shayna Baszler, Natalya, Toni Storm et elle) perd face à celle de Raw (Bianca Belair, Carmella, Liv Morgan, Queen Zelina et Rhea Ripley) dans un Women's 5-on-5 Traditional Survivor Series Elimination Tag Team match.
Le 28 janvier 2022 au Royal Rumble, elle entre dans le Royal Rumble match féminin en 29e position, mais se fait éliminer par la future gagnante, Ronda Rousey, de retour après 2 ans et 9 mois d'absence.
Le 2 juillet à Money in the Bank, elle ne remporte pas la mallette, gagnée par Liv Morgan. Le 16 septembre à SmackDown, elle effectue un Face Turn en venant en aide à Raquel Rodriguez, attaquée par Damage CTRL après sa défaite contre Bayley.
Le 26 novembre aux Survivor Series: WarGames, elle ne remporte pas le titre féminin de SmackDown, battue par Ronda Rousey par soumission.
Le 28 janvier 2023 au Royal Rumble, elle entre dans le Royal Rumble match féminin en 28e position, élimine Nia Jax (avec l'aide de 9 autres Superstars) avant d'être elle-même éliminée par Mia Yim. Le 28 février à SmackDown, elle s'allie officiellement avec Natalya, mais ensemble, les deux femmes perdent face à Ronda Rousey et Shayna Baszler.
Le 2 avril à WrestleMania 39, elles perdent face à ces mêmes adversaires par soumission dans un Women's WrestleMania Showcase Fatal 4-Way Tag Team match, qui inclut également Liv Morgan, Raquel Rodriguez, Chelsea Green et Sonya Deville. Le 29 mai à Raw, Raquel Rodriguez et elle ne remportent pas les titres féminins par équipe de la WWE, battues par Ronda Rousey et Shayna Baszler dans un Fatal 4-Way Tag Team match, qui inclut également Damage CTRL (Bayley et IYO SKY), Chelsea Green et Sonya Deville.
Le 25 novembre aux Survivor Series: WarGames, Bianca Belair, Becky Lynch, Charlotte Flair et elle battent Damage CTRL dans un Women's WarGames match.

En février 2024, Shotzi était prévue pour un match de qualification pour Money in the Bank face à Tiffany Stratton. On apprend plus tard que Shotzi qui participait à un match face à Lyra Valkyria pour le NXT Women's Championship dans un épisode de NXT pré-enregistré aurait subit une déchirure des ligaments croisé lors d'une mauvaise réception, la rendant donc absente pour au moins 9 mois.

## Championnats et accomplissements
- IWA Mid-South
  - 1 fois IWA Mid-South Women's Champion

- Rise Wrestling
  - 1 fois Phoenix of RISE Champion

- Shine Wrestling
  - 1 fois Shine Nova Champion

- World Wrestling Entertainment
  - 1 fois championne par équipe de la NXT — avec Ember Moon

## Récompenses des magazines
- Pro Wrestling Illustrated

| Année | 2017 | 2018 | 2019 | 2020 | 2021 | 2022 | 2023 |
| ----- | ---- | ---- | ---- | ---- | ---- | ---- | ---- |
| Rang  | 46   | 78   | 78   | 46   | 30   | 137  | 119  |

## Vie privée
Le 11 avril 2021, son père, Paul Urbanski, décède du Covid-19. Elle est actuellement en couple et mariée avec le footballeur professionnel espagnol, Jesús Alfaro.